# Milho Branco

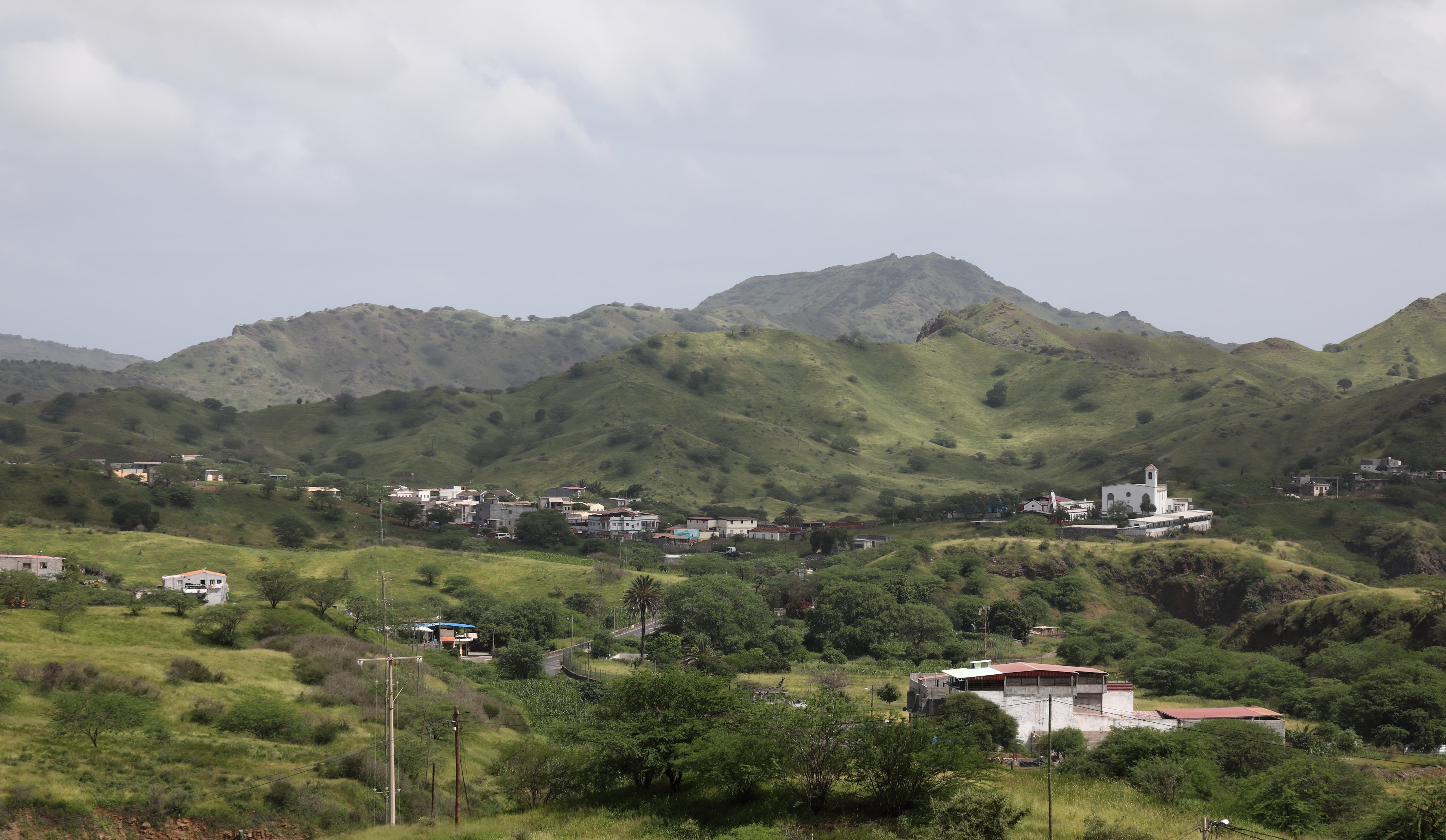

Milho Branco é uma localidade situada na Freguesia de Nossa Senhora da Luz (Santiago) pertencente ao Concelho de São Domingos na ilha de Santiago
A maior atracção da localidade é a celebração da missa aos Domingos, na Igreja de Igreja de Nossa Senhora de Fátima (Milho Branco) que congrega centenas de fiéis vindo de todas as localidades da freguesia.
Uma outras grande tradição da prática do futebol. Aliás, a extinta equipa de futebol Africa Negra FC, fundada em Milho Branco chegou a ser campeão do Concelho de São Domingos.

## História
Escreve o Pároco Padre Fernando Ferros um artigo onde afirma que Milho Branco Situada na Ilha de Santiago, no Concelho de São Domingos, na zona litoral, a Freguesia de Nossa Senhora da Luz, esta parcela do território da Ilha de Santiago, fazendo fronteira com o da Praia, e Santa Cruz, teve um papel importante aquando dos descobrimentos e do povoamento das Ilhas.

## Religião
A comunidade de Milho Branco é praticamente toda ela Cristã e Católica. Celebra-se missas todos os dias na Igreja de Nossa Senhora de Fátima (Milho Branco).

### Santa Padroeira
Nossa Senhora de Fátima é a Santa Padroeira da Localidade e a sua festa se comemora a 13 de Maio de cada ano desde o ano de 1955. Porém, quando a data cai num dia de útil da semana, a celebração da festa é passada para o final da semana mais próximo depois desta data.

### Capela e Igreja
Segundo o Padre Fernando Ferros, actual Pároco, a capela do lugar de Milho Branco, dedicada a Nossa Senhora de Fátima, foi construída em 1955, pelo P. Figueira Pinto, recentemente falecido. Mais tarde, o P. Arlindo Amaro construiu um pequeno salão, no qual não cabem mais que 80 pessoas.
Em 1972, o P. Firmino Cachada alargou a própria Igreja para uma capacidade de mais 50 pessoas. No total, a Igreja não comporta mais que 200 pessoas sentadas e de pé, o que, para a realidade da prática de vida cristã, é bastante reduzida. É nesse sentido que, sob a coordenação do Padre Fernando Ferros se construiu no terreno ao lado desta capela, a nova Igreja e um centro paroquial, visto que desde há alguns anos funciona aqui o centro da Paróquia.

#### Centro Paroquial
Escreve ainda o Padre Ferros que a cada fim-de-semana, a Paróquia tem duas missas, sendo uma nas capelas do interior e a dominical no lugar de Milho Branco. Nesta última, o número de cristãos que frequentam a missa do domingo anda por volta de umas 500, 600 pessoas, o que obriga a celebrar a missa ao ar livre num espaço em frente da Igreja, sem ambiente celebrativo. Assim, é de extrema urgência a construção de um espaço fechado para as celebrações. Claro que, ao fazer uma nova Igreja e as salas de apoio para a paróquia, devem-se criar outras condições que vão possibilitar uma melhor pastoral juvenil, tão necessária nesta Paróquia. Ao mesmo tempo, as salas que servem de apoio à catequese, servem para a pastoral social, com as acções da Caritas paroquial, promoção feminina, que pretendemos começar de novo, visto que os jovens têm perdido valores fundamentais.
Com esta construção, o povo ficou a ganhar um conjunto de valências importante para o progresso moral, espiritual e humano. Mais ainda, sendo a primeira paróquia em Cabo Verde, num ano em que celebramos os 475 anos da criação da Diocese de Cabo Verde, Milho Branco merece, de facto, uma Igreja digna, que responda às necessidades actuais dos cristãos de Nossa Senhora da Luz.

## Economia e sociedade
As maiores actividades económicas são o Comércio, a Agricultura do sequeiro e a Pecuária. Mesmo no centro da localidade existe um mercado que, em tempos mais remotos, recebia feiras semanais de toda a ilha de Santiago. A importância da localidade dentro da freguesia e no Concelho deriva do facto de albergar a sede da Delegação Municipal da freguesia e a sede da Paróquia de Nossa Senhora da Luz.

### Casa de Direito
Em Novembro de 2011 o Sr. Ministro da Justiça, Dr. José Carlos Correia inaugurou, em parceria com a Câmara Municipal de São Domingos, uma Casa de Direito que funciona num compartimento da Sede da Delegação Municipal de Milho Branco, proporcionando aos cidadãos um espaço de promoção do civismo, de intercâmbio e de conhecimento do direito.
A casa do Direito comporta os serviços de consulta jurídica, informação jurídica e serviços de mediação.

## Património Físico
Milho Branco possui há mais de três décadas de infraestruturas importantes como sejam um posto sanitário, uma capela, um posto policial, uma escola do ensino básico, um mercado onde se realizavam feiras semanalmente, etc.
Hoje conta ainda com uma Igreja construído de raiz (Igreja de Nossa Senhora de Fátima), uma Casa Paroquial, um Centro Comunitário com um balneário em anexo, um Polidesportivo, uma Delegação Municipal, um Complexo Escolar, e um Campo de Futebol de terra batida.
Milho Branco pode ainda orgulhar-se de ter albergado uma das maiores escolas de Cabo Verde fundada ainda na era colonial, a famosa Escola de Habilitação de Professores de Variante, actualmente em ruínas.
Em Julho de 2006, O Governo decidiu materializar uma revindicação antiga da população local e do Concelho de São Domingos em geral, criando a Centro de Emprego e Formação Profissional da Variante que também fica situada em Milho Branco. Todos os anos forma centenas de jovens em diversas áreas técnicas como Mecânica Auto, Electricidade, Canalização, Informática, etc.
A água, a electricidade, o telefone, os correios são serviços há muito tempo existentes na localidade. Hoje em dia, a estrada principal está em fase de obras para receber o asfalto de alcatrão que vai permitir um transito mais tranquilo e tornar a localidade mais aprazível de se visitar.
A 11 de Março de 2010, o presidente da Câmara Municipal de São Domingos inaugurava a praça local que fica num espaço anexo à Delegação Municipal.

## Demografia
Segundo dados do Senso 2010 do INE- Instituto Nacional de Estatísticas a localidade de Milho Branco possui aproximadamente 2.000 habitantes.
Actualmente, Milho Branco possui uma boa comunidade emigrada, espalhada principalmente pela Europa. São naturais que por causa da fraca esperança de vida e de prosperidade e escassez de chuva partem com o sonho de uma vida melhor.

### Localidades
- Terra Branca
- Milho Branco
- Cabeça d'Horta
- Chanzinha
- Tambarina
- Variante
- Garçote
- Cutelo Tavares
- Cutelinho
- Sesimbra